# Cecilio Pizarro
Pour les articles homonymes, voir Pizarro.
Cecilio Pizarro (Tolède, 1818 — Madrid, 1886) est un peintre, dessinateur, lithographe et graveur espagnol.

## Biographie
Né à Tolède le 1er avril 1818, Cecilio Pizarro est abandonné très tôt devant la cathédrale de la ville.
Il étudie à l'Académie des beaux-arts de Tolède puis à celle de Madrid.
Il retourne à Tolède, où il remporte quatre médailles d'argent lors des expositions annuelles de l'Académie des beaux-arts, où il est nommé assistant dans ses ateliers en cas d'absence et de maladie d'un professeur titulaire. À cette époque, il réalise plusieurs dessins pour l'ouvrage España artística y monumental, dirigé par Jenaro Pérez Villaamil ; il réalise également quelques décorations pour le théâtre de la ville et plusieurs peintures à l'huile de monuments artistiques de Tolède, tels que Capilla de D. Álvaro de Luna, Santa María la Blanca, Claustro de San Juan de los Reyes, Capilla de los caballeros Francos, ainsi qu'un grand nombre d'esquisses, de natures mortes et de portraits, qui sont en possession de particuliers. Par ailleurs, la Société économique des amis du pays (es) de Tolède l'admet dans ses rangs.

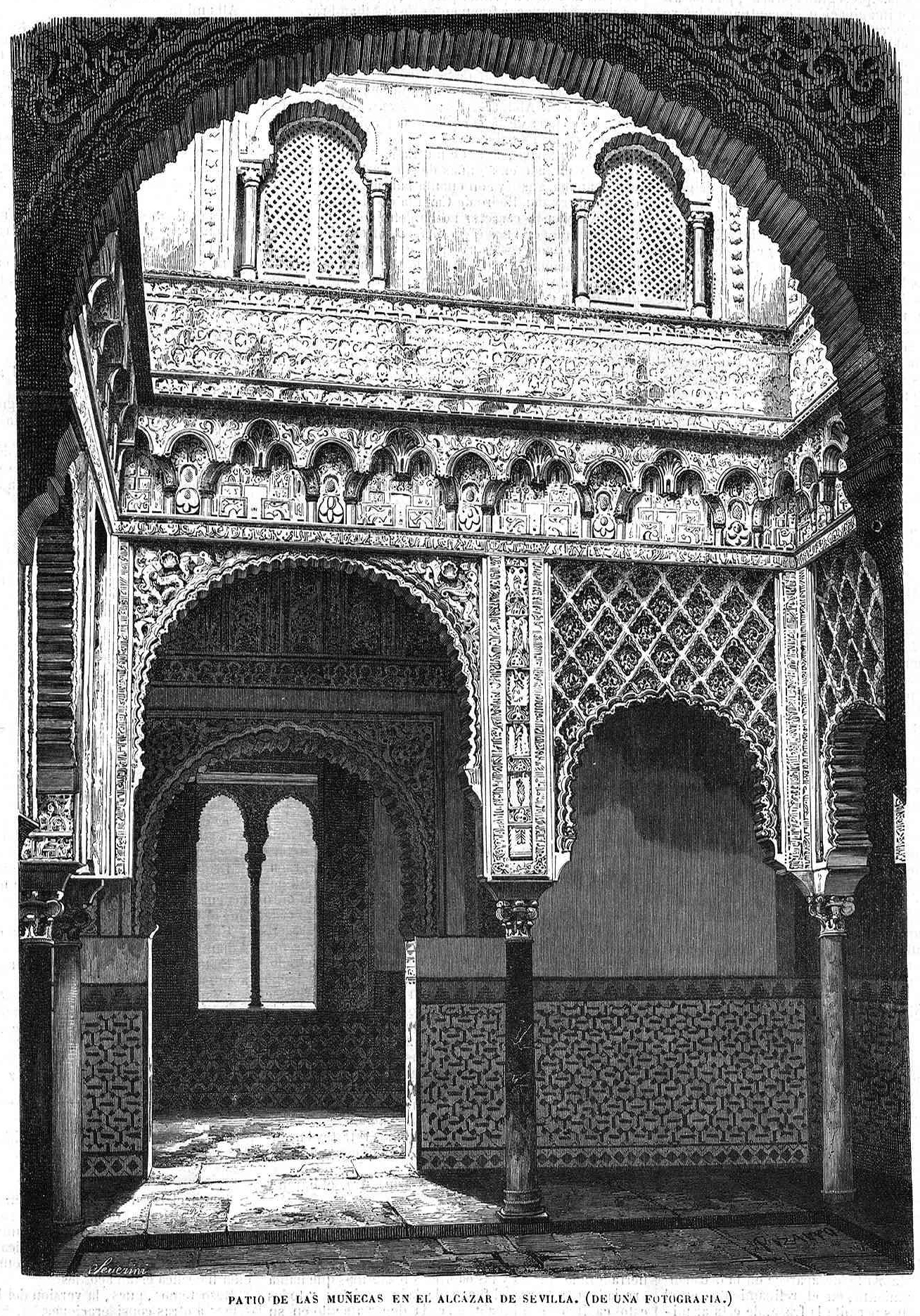
Patio de las Muñecas en el Alcázar de Sevilla, dans El Museo Universal (dessin de Pizarro gravé par José Severini, 1858).

Installé à Madrid en 1848, il se spécialise dans le dessin pour gravure sur bois, bien qu'il produise également un certain nombre de lithographies et d'eaux-fortes. Ses illustrations sont publiées dans des ouvrages tels que Historia de España (édition de Gaspar y Roig), Semanario Pintoresco Español, La Ilustración, El Museo Universal, El Arte en España, Recuerdos y bellezas de España (es) de Francisco Javier Parcerisa, Toledo pintoresca, Historia de Madrid de José Amador de los Ríos, Monumentos arquitectónicos de España, Animales célebres, La educación pintoresca, La Lectura para Todos, Manual de Madrid, Historia del Escorial d'Antonio Rotondo y Rabasco, Iconografía española de Valentín Carderera, Reyes contemporáneos, Album artístico de Toledo, Estado Mayor del ejército español, Nuevo viajero universal et divers romans.
Pizzaro réalise également diverses vues de monuments, des portraits et des aquarelles pour un certain nombre d'amateurs à Madrid et à l'étranger, ainsi qu'une multitude de dessins, notamment gothiques, pour des orfèvres, des sculpteurs, des menuisiers et des serruriers.
Il peint aussi trente-six peintures à l'huile commandées par Lord Howden (en), l'ambassadeur anglais en Espagne, qui est alors son « protecteur privé », et représente les monuments les plus remarquables de Tolède, de l'Escurial, de Guadalajara, de Madrid, d'Aranjuez et diverses coutumes et personnages d'Espagne.
Il est nommé conservateur du Musée national de peinture et de sculpture (es) en 1864.
Cecilio Pizarro meurt à Madrid le 16 août 1886 et est enterré dans le cimetière Sacramental de San Lorenzo y San José de la ville.

## Œuvre

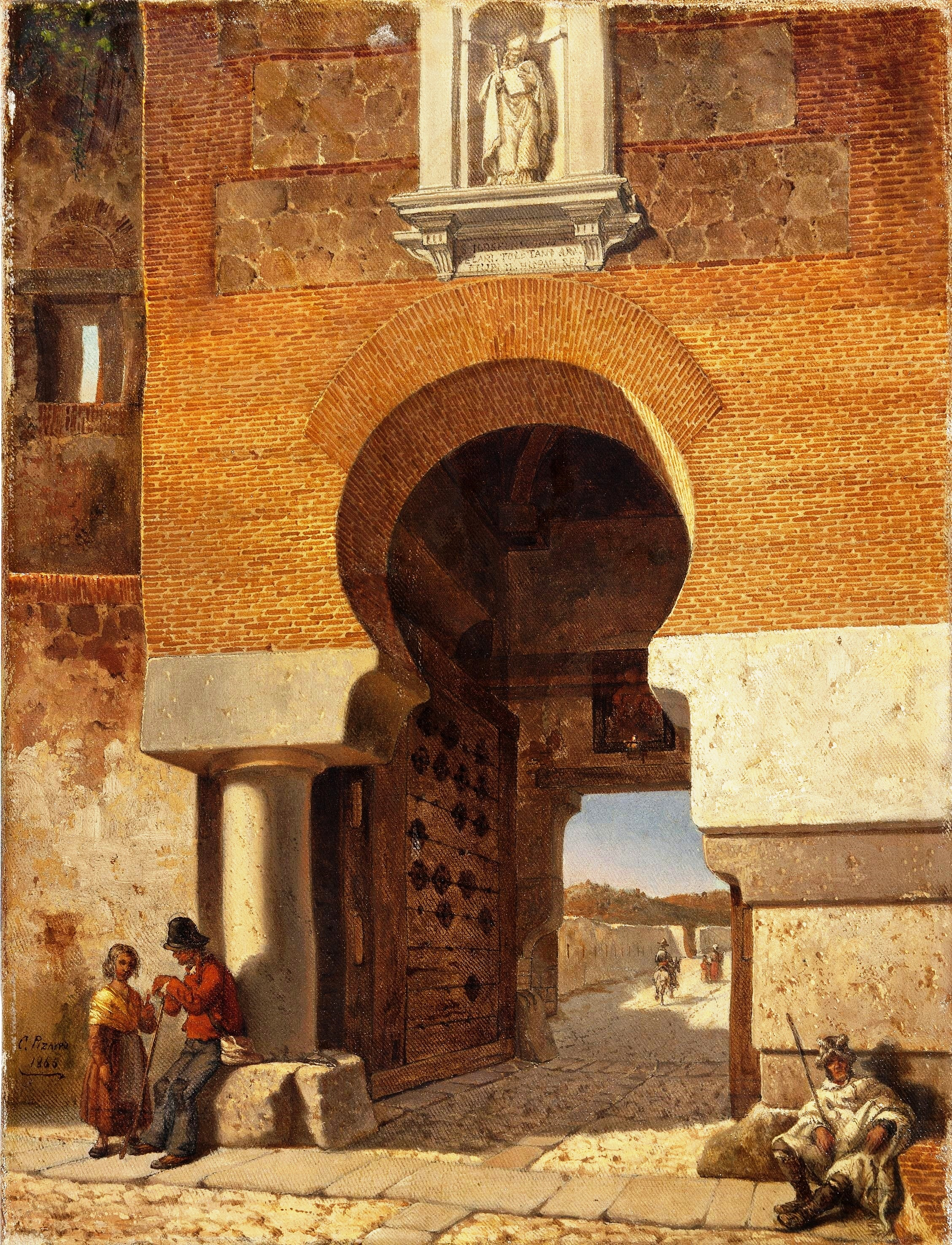
Puerta árabe en el puente de Alcántara de Toledo (1866, musée du Prado).

En plus de sa contribution comme illustrateur et graveur dans les revues et ouvrages mentionnés, Cecilio Pizarro a également peint des tableaux dont les plus notables sont : Ruinas de un sepulcro gótico (Ruines d'un sépulcre gothique), toile qui a figuré à l'exposition nationale de 1858 ; Vista del Palacio de Galiana en las huertas del Rey en Toledo (Vue du palais de Galiana dans les huertas del Rey de Tolède), exposée à l'exposition de 1862 et récompensée par une médaille de troisième classe ; Ayer y hoy (Hier et aujourd'hui), qui a figuré à l'exposition de 1864 et a été acquise par le Musée national (es) ; Un billete amoroso (Une lettre d'amour) et Puerta árabe en el puente de Alcántara de Toledo (Porte mauresque du pont d'Alcántara à Tolède), tous deux inclus dans l'exposition de 1866 et acquis par le Musée national, le premier ayant reçu une médaille de troisième classe, et le second ayant été inclus dans l'exposition provinciale de Tolède de 1866, où il a reçu une médaille d'argent ; Molinos de San Servando de Sevilla et plusieurs croquis exécutés lors des séances nocturnes de la Sociedad protectora de Bellas Artes (Société protectrice des beaux-arts), fondée par Antonio María Esquivel, dont Una monja asomada a la ventana de un claustro (Une nonne penchée à la fenêtre d'un cloître).